# لیز فیر
لیز فِیر (به انگلیسی: Liz Phair) (زادهٔ ۱۷ آوریل ۱۹۶۷) خواننده، ترانه‌سرا و گیتاریست راک اهل آمریکا است.
او در فیلم گرامی داشتن بازی کرده است.

## سال‌های آغازین
فیر زادهٔ نیو هون در شمال شرق آمریکا است. پس از آن‌که سرپرستی‌اش به یک زوج ثروتمند سپرده شد کودکی و نوجوانی‌اش را در شیکاگو، ایلینوی گذراند و بعداً برای تحصیل در رشتهٔ هنر به کالج ابرلین اوهایو فرستاده شد. او در همان دوره‌ای که در کالج ابرلین تحصیل می‌کرد به موسیقی ایندی آندرگراوند علاقه‌مند شد.

## فعالیت‌های حرفه‌ای

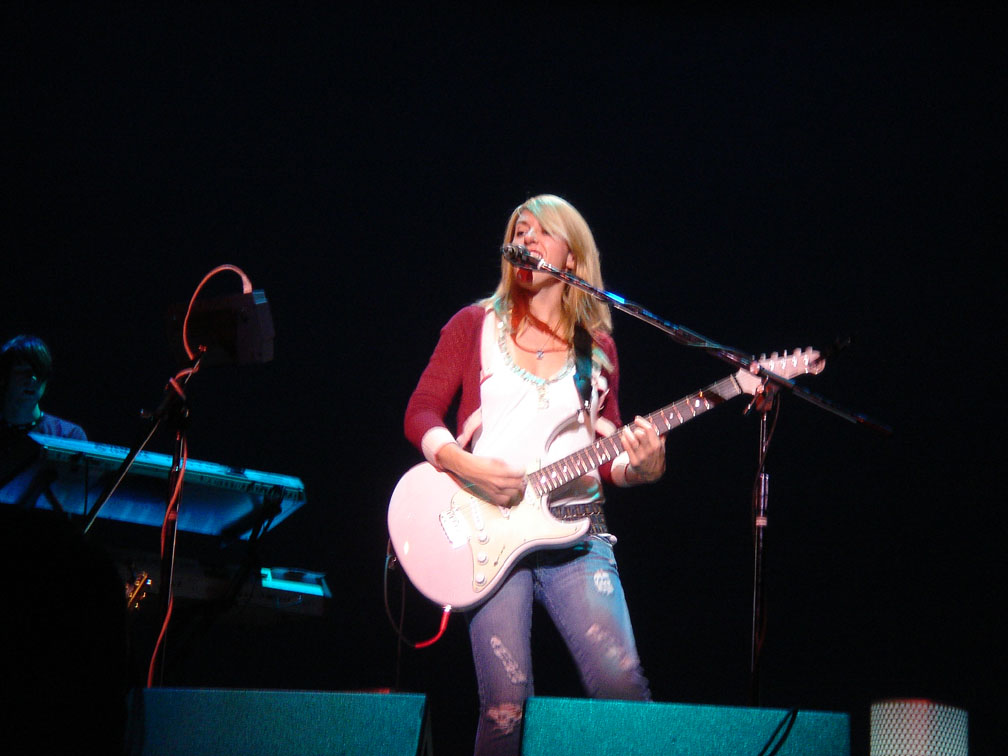
لیز فِیر در سال 2005

فیر فعالیت موسیقی‌اش را در سال ۱۹۹۱ میلادی و با انتشار آلبوم خودمنتشرکردهٔ صدای دخترانه آغاز کرد و این پیش از آن بود که برای انتشار آثارش با شرکت نشر مستقل ماتادور رکوردز قرارداد امضا کند. در تابستان ۱۹۹۲ با ماتادور قراردادی امضا کرد و در سال ۱۹۹۳ اولین آلبوم استودیوییاش به‌نام تبعید در گای‌ویل با برچسب آن شرکت روانهٔ بازار شد.
آلبوم تبعید در گای‌ویل به‌مرور مورد توجه منتقدان موسیقی و مخاطبان واقع شد به شکلی که تا پایان سال ۱۹۹۳ در رسانه‌هایی مانند ویلیج ویس و اسپین نامش در صدر بهترین آثار منتخب منتقدان موسیقی جای گرفت. با وجود این‌که در ابتدا تعدادی از چهره‌های سرشناس موسیقی ایندی-مانند استیو آلبینی-در قبال فیر و رسانه‌هایی که آلبوم آغازین او را مورد توجه قرار داده بودند موضع خصمانه‌ای اتخاذ کرده بودند، فیر به مسیرش ادامه داد و در ابتدای سال ۱۹۹۴ تور آلبومش را آغاز کرد. در فوریهٔ ۱۹۹۴ و با پخش ترانهٔ «Never Said» از ام‌تی‌وی، آلبوم به جدول‌های پرفروش‌ترین‌های ایالات متحده راه پیدا کرد و در مجموع بیش از ۵۰۰٫۰۰۰ نسخه از آن به‌فروش رسید. تبعید در گای‌ویل در سال ۲۰۰۳ و در رده‌بندی «۵۰۰ آلبوم برتر همهٔ دوران» مجلهٔ رولینگ استون جایگاه ۳۲۸اُم را به خود اختصاص داد.
از آن‌زمان تا کنون، فیر ۵ آلبوم استودیویی دیگر منتشر کرده‌است. آخرین آلبوم او با عنوان Funstyle در سال ۲۰۱۰ روانهٔ بازار شد.

## ترانه‌شناسی
نوشتار اصلی: ترانه‌شناسی لیز فیر

### آلبوم‌های استودیویی
| نام آلبوم                 | سال انتشار |
| ۱. Exile in Guyville      | ۱۹۹۳       |
| ۲. Whip-Smart             | ۱۹۹۴       |
| ۳. Whitechocolatespaceegg | ۱۹۹۸       |
| ۴. Liz Phair              | ۲۰۰۳       |
| ۵. Somebody's Miracle     | ۲۰۰۵       |
| ۶. Funstyle               | ۲۰۱۰       |

## پی‌نوشت
1. ↑  Girly Sound
2. ↑  Exile in Guyville